# Buchnera juncea
Buchnera juncea är en snyltrotsväxtart som beskrevs av Adelbert von Chamisso och Schltdl.. Buchnera juncea ingår i släktet Buchnera och familjen snyltrotsväxter. Inga underarter finns listade i Catalogue of Life.